# 蓬莱19-3油田
蓬萊19-3油田，為中國現時最大型海上油田，由中、美油企合營，且至今仍在擴建中。該油田屬渤海油田群一部分，位於鄰近山東省的渤海南部水域。

## 概要
蓬萊19-3油田設於山東蓬萊市西北面80公里的水域，分為四期開發，全部完工後設有12座採油平台、1座處理平台及2艘浮式生產儲油船，原油儲量為約10億噸。在第三期興建前，此油田共開出252口鑽井。
油田首期設有一座採油平台（A平台）連一艘浮式生產儲油船「明珠號」，設有24口鑽井。
另外，第二期工程再興建了六座採油平台（B-F、M平台），當中B至E平台設40口鑽井，另F及M平台分別設有24口及44口，並於2009年啟用第二艘浮式生產儲油船「渤海蓬勃號」。
而在第三期工程中，興建了三座採油平台（G、K、V平台），並再新增189口鑽井；而同期興建的CEPB處理平台，則與第二期興建的B平台相連。
目前，中海油與康菲正興建油田的P、N兩座採油平台，各新增72口鑽井。

## 歷史
繼中海油於1980年代內與日本、法國合作開發渤海部分油田後，再於1990年代推出另外兩個油田的開採權。當中，此油田所在的渤海11/05合同區，於1994年12月7日由美國菲利普斯石油公司投得。
經多次鑽勘失敗及中外雙方人員研究後，勘探人員於1999年2月訂定鑽勘位置，三個月後在現址鑽出近100米深的油層，確定油田位置。及後，此油田第一期工程於2001年獲批，翌年12月31日開始投產；而第二期亦於2005年獲批興建，至2011年全部投產。至此，蓬萊19-3油田成為中國規模最大的油田。
2014年7月1日起，中海油正式取代康菲，直接管理油田；及後，油田第三期於2018年至2020年間逐步投產，而第四期亦已於2022年獲批興建。

## 工業意外
- 2011年6月，由於蓬萊19-3油田C平台鑽井數目太多[13]，導致漏出大量原油，並污染鄰近水域。事後，由於封堵工作成效不彰，油田於同年9月被著令停產，直至2013年2月才恢復運作[14]。
- 2021年4月5日，蓬萊19-3油田V平台因井噴引發火災，導致三人失蹤[15]。

## 註解
1. ↑  2002年與另一美國油企合併，成為康菲公司